# Eurytoma minutivespa
Eurytoma minutivespa är en stekelart som beskrevs av Girault 1929. Eurytoma minutivespa ingår i släktet Eurytoma och familjen kragglanssteklar. Inga underarter finns listade i Catalogue of Life.